# Concert per a clarinet núm.1 (Spohr)
El concert per a clarinet i orquestra núm. 1, op. 26, de Ludwig Spohr va ser compost a Gotha el 1808, comissionat pel Duc Günther Friedrich Karl I de Sonderhausen, i estrenat el 1809 pel clarinetista Johann Simon Hermstedt.

## Introducció - Estada a Gotha
Després de començar a fer concerts com a membre de l'orquestra del Teatre de Braunschweig, Spohr aconsegueix el mecenatge del duc Carl Wilhelm Ferdinand de Brunswick. L'abril de 1802 el duc contracta a Franz Eck, un dels representants directes de l'Escola de Mannheim, i organitza una gira per Sant Petersburg, en la qual participa Spohr, amb només divuit anys, com a pupil d0'Eck. Com a resultat de l'èxit d'aquests concerts i de les diverses ressenyes que el crític musical Friedrich Rochlitz publica en l'àmpliament difós Leipziger allgemeine Musikalische Zeitung, Spohr va ser convidat a realitzar una prova per a la posició de concertino en Gotha, aconseguint la plaça l'agost de 1805. Spohr es traslladarà a viure a Gotha fins al 1812, desenvolupant les seves habilitats com a director, i ampliant la seva experiència com a compositor, dins d'una ciutat amb unes polítiques relativament progressistes i una atmosfera cultural liberal i moderna. Spohr ingressa en la societat liberal masónica, unint-se a la lògia "Ernst zum Kompass"

## Sobre el concert
El concert per a clarinet no. 1 opus 26 va ser compost el 1808, durant aquests anys d'estada en Gotha. És el primer d'una sèrie de quatre concerts encarregats pel Duc Günther Friedrich Karl I de Sondershausen per al virtuós clarinetista Johann Simon Hermstedt, assalariat del duc en la seva orquestra de cambra. Després d'escriure el concert, Spohr va visitar Sondershausen, on havia estat convidat per Hermstedt per escoltar la banda que el mateix clarinetista dirigia. Impressionat, Spohr va convidar a Hermstedt a participar en un concert que ell organitzava l'endemà. Hermstedt va interpretar, juntament amb Spohr com a primer violí, el Quintet de Mozart K.581 davant una audiència embaladida. L'èxit d'aquest concert va ajudar a posar els fonaments d'una profunda amistat que va acabar per convertir-se en un compromís durador entre els dos músics; Hermstedt va continuar tocant la música de Spohr durant més de vint anys des de la composició del primer concert.
Els tres primers concerts estan escrits per a clarinet en si bemoll (l'opus 26, no. 1 de 1808; l'opus 57, no. 2 de 1810; el Woo 19, no. 3 de 1821) i un quart per a clarinet en la (Woo 20, no. 4 de 1828). Encara que primer concert va estar finalitzat a la fi del gener de 1809, no va ser publicat per Kühnel fins al 1812.
En l'autobiografia de Spohr podem llegir la seva reacció a la petició de Hermstedt: 
"De bon grau vaig acceptar la proposició, a causa de la gran destresa tècnica que Hermstedt tenia, a més de la bellesa del seu so i la validesa de l'entonació. Em vaig sentir en plena llibertat per abandonar-me a la meva imaginació. Després de familiaritzar-me amb les tècniques de l'instrument amb l'ajuda de Hermstedt, vaig anar ràpidament a treballar i ho vaig completar en unes poques setmanes. Això va originar el concert en do menor, amb el qual Hermstedt va aconseguir un gran èxit en les seves gires de concerts. Essencialment, ell està en deute amb el concert per la reputació que li va reportar. Li vaig portar [el concert] jo mateix en una visita a Sondershausen a la fi de gener de 1809, i vaig anar a instruir-li en la correcta forma d'interpretació”
El resultat d'aquest concert va projectar notablement les carreres de Spohr i de Hermstedt, i es va convertir en una revolució en la tècnica interpretativa del clarinet, a causa dels complexos passatges que apareixen durant tot el concert, tant per la digitació com pel registre tímbric que aconsegueix. Spohr, en el prefaci de l'edició de 1810, es va veure obligat a explicar les dificultats que existien en la part del solista:
"Presento als clarinetistes un concert, compost fa més de dos anys per al meu amic, el director musical Hermstedt de Sondershausen. Atès que en aquest moment el meu coneixement del clarinet era bastant limitat, no vaig tenir gaire en compte les seves dificultats i vaig escriure alguns passatges que, al clarinetista a primera vista, podrien semblar-li impossibles d'executar. No obstant això, el senyor Hermstedt, lluny de demanar-me que alterés aquests passatges, va buscar perfeccionar la tècnica amb el seu instrument i, fruit d'un treball constant, va arribar aviat a tal domini que el seu clarinet no va produir mai més notes discordantes, vetllades o incertes"
Es tracta d'un concert replet de cromatismes, on l'intèrpret necessita un gran agilitat tècnica, poc freqüent en l'època, així com un control avançat en els matisos, facilitat en les escales cromàtiques i els arpegis. Les modulacions en el concert són contrastants i exploten els recursos de l'instrument, arribant als límits de l'època, així com les transicions cromàtiques entre tonalitats. Fruit d'aquestes dificultats tècniques, els clarinetistes van haver d'anar modificant progressivament el seu instrument, afegint unes noves claus, fins a arribar a un total de tretze, per poder interpretar aquest concert, en lloc dels clarinets habituals de finals del segle xviii, que contaven només amb cinc o sis claus. El concert, que va ser estrenat en 1809, amb Spohr com a director, es va interpretar amb aquests nous clarinets, així com en les successives gires per diferents ciutats d'Europa.

## Estructura
El concert s'estructura en tres moviments; un primer Adagi - Allegro en Do menor, amb el desenvolupament clàssic de la forma sonata, amb una introducció en adagio del primer tema, que seguit d'un petit desenvolupament, és repetit en forma d'allegro pel clarinet. S'estructura amb el primer tema en Do menor, seguit d'un segon tema en Mi bemoll major i tornant al primer tema en Do menor. El desenvolupament s'estableix en la tonalitat de La bemoll major, amb el segon tema en Do major, per tornar a la reexposició en Do menor i concloure en una coda en Do major. El segon moviment, Adagio, en La bemoll major i sense desenvolupament, s'estructura a partir d'una senzilla línia melòdica acompanyada de la secció de cordes de l'orquestra. El tercer moviment és un Rondó, que empra el mateix esquema tonal que el primer però acabant en do menor, demanant igualment, no obstant això, una habilitat tècnica considerable, els trinats i passatges ràpids.